# جوزف چات
جوزف چات (به انگلیسی: Joseph Chatt) (۶ نوامبر ۱۹۱۴-۱۹ مه ۱۹۹۴) شیمی‌دان، و استاد دانشگاه اهل بریتانیا بود. او در طرح مدل دوار–چات–دانکنسون (Dewar–Chatt–Duncanson model) همکاری داشته‌است. وی همچنین، برندهٔ جوایزی همچون همکار انجمن سلطنتی، مدال دیوی، و جایزه ولف در شیمی شده‌است.